# Stiftung Polnisch-Deutsche Aussöhnung
Die Stiftung „Polnisch-Deutsche Aussöhnung“ (poln. Fundacja „Polsko-Niemieckie Pojednanie“ FPNP) ist eine Stiftung nach polnischem Recht mit Sitz in Warschau. Sie wurde 1992 im Rahmen deutschen Wiedergutmachungspolitik gegründet. Ihre Hauptarbeitsfelder sind die Bereitstellung finanzieller Hilfen aus ausländischen Mitteln für die zahlreichen Opfer der NS-Zwangsarbeit sowie die Bereiche historische Bildung und polnisch-deutsche Begegnungsprojekte.

## Geschichte der Stiftung

### Gründung
Die Gründung ist eng mit der Geschichte deutscher Entschädigungszahlungen an polnische NS-Opfer verbunden. Erste Entschädigungszahlungen durch die Bundesrepublik, die ab den fünfziger Jahren auf Grundlage des am 18. September 1953 verabschiedeten Bundesentschädigungsgesetzes ausgezahlt wurden, konnten polnische Opfer zunächst aufgrund der bipolaren Weltordnung nicht erreichen. Erst mit dem Ende der sowjetischen Hegemonie über Ostmitteleuropa und der demokratischen Wende in Polen Ende der achtziger / Anfang der neunziger Jahre stellte sich die Frage nach Entschädigungszahlungen erneut. So wurde die Frage der Entschädigungen zu einem Kernpunkt der bilateralen Verhandlungen um den 1991 abgeschlossenen Vertrag über gute Nachbarschaft und freundschaftliche Zusammenarbeit zwischen der wiedervereinigten Bundesrepublik und Polen. Schlussendlich wurde im Rahmen dieser Verhandlungen die Zahlung von 500 Mio. DM durch Deutschland an Polen zur Verwendung für humanitäre Hilfsprogramme vereinbart. Zur Auszahlung dieser Finanzmittel in Polen wurde die Gründung der Stiftungveranlasst, die sich fortan mit der Bearbeitung von Hilfsanträgen und der Auszahlungen der finanziellen Mittel befasste. Im Rahmen dieser Tätigkeit entstand ein umfangreiches Archiv, das neben den Anträgen von NS-Opfern auch viele Originaldokumente beinhaltet.

### Auszahlung der Entschädigungen
Die Auszahlung finanzieller Unterstützung ist nach Verständnis der Stiftung in erster Linie als humanitäre Hilfe anzusehen, auch wenn die verschiedenen Geldgeber der Stiftung Begrifflichkeiten wie „Entschädigung“ und „Wiedergutmachung“ verwenden. Dieses Verständnis leitet sich aus der praktischen Einsicht ab, dass viele Empfangsberechtigte die ihnen zugute kommenden finanziellen Hilfen der Stiftung für die Bezahlung notwendiger Medikamente und Behandlungen verwenden. Darüber hinaus erscheinen Begriffe wie „Entschädigung“ im direkten Umgang mit Opfern unangebracht, da sie suggerieren, man könne erfahrenes Unrecht auf irgendeine Weise kompensieren.
Im Verlauf der Stiftungsarbeit wurden finanzielle Hilfen aus verschiedenen Ländern mit zum Teil unterschiedlich definierten Gruppen empfangsberechtigter Opfer ausgezahlt:
- 1992: Bildung des Startkapitals aus der Überweisung von 500 Mio. DM durch die deutsche Bundesregierung (insgesamt 417,3 Mio. PLN)
- 1992 bis 2004: Auszahlung von insgesamt 732 Mio. PLN an 584.745 empfangsberechtigte Personen aus Mitteln des Startkapitals und daraus gebildeten Rücklagen
- 1998 bis 2002: Auszahlung von insgesamt neun Millionen USD an 23.000 empfangsberechtigte Personen aus Mitteln des Schweizer Fonds zugunsten bedürftiger Opfer des Holocaust
- 2001 bis 2006: Auszahlung von insgesamt 975,5 Mio. EUR (3,5 Mrd. PLN) an 484.000 empfangsberechtigte Personen aus Mitteln der Stiftung „Erinnerung, Verantwortung und Zukunft“
- 2001 bis 2005: Auszahlung von insgesamt 42,7 Mio. Euro (155 Mio. PLN) an 22.689 empfangsberechtigte Personen aus Mitteln des österreichischen Fonds „Versöhnung, Frieden und Zusammenarbeit“ und Stiftungsrücklagen;
- 2001 bis 2005: Auszahlung von insgesamt 93 Mio. PLN an NS-Opfer aus gemeinsamen Mitteln des „Fonds für Opfer der Nationalsozialistischen Verfolgung“ (dem sogenannten „Fonds des Londoner Raubgolds“) und der Stiftung.

Nach Antrag auf Entschädigung erhielten Zwangsarbeiter in der Landwirtschaft 2.200 DM, Zwangsarbeiter in der Industrie 4.400 DM und Ghettoinsassen 15.000 DM.

## Dokumentation
Über eine Million Anträge auf Entschädigung wurden an die Stiftung gestellt. Für jeden Antrag mit Fotos, Arbeitskarten, Briefen und Zeugenaussagen existiert eine Akte. Somit ist eine umfangreiche Dokumentation über die Einzelschicksale und die Ausmaße der Zwangsarbeit entstanden.

## Tätigkeitsprofil

### Humanitäre Hilfe
Im Rahmen der humanitären Hilfsprogramme der Stiftung wurden seit dem Jahre 2002 durch die Unterstützung einer Initiative deutscher und österreichischer Orthopäden kostenlose Operationen für NS-Opfer mit schweren Gelenkproblemen sowie Prothesen organisiert. Des Weiteren wurden im Frühling 2003 Kuraufenthalte ermöglicht und aus Mitteln der Stiftung „Erinnerung, Verantwortung und Zukunft“ konnten Sanatoriumsaufenthalte und orthopädische Hilfen in den Jahren 2006/2007 finanziert werden. Darüber hinaus wurde im November 2007 ein gemeinsames Projekt mit der PKO BP zur Unterstützung von Veteranen der Polnischen Heimatarmee in die Wege geleitet. Die Stiftung bot außerdem im Rahmen ihrer humanitären Hilfsleistungen die Rückerstattung von Kosten für medizinisch notwendige Medikamente und Behandlungen an und stellte Pflegebedarfsgegenstände wie spezielle Betten, Gehhilfen und Rollstühle zur Verfügung.
In der direkten Sozialarbeit arbeiten außerdem rund 30 Freiwillige aus Polen und Deutschland, die zwischenzeitlich insgesamt 40 Überlebende in Warschau persönlich betreuen.

### Historische Bildung und Publikationen
Die Stiftung organisiert Dauer- und Wanderausstellungen zum Thema NS-Geschichte, insbesondere im Hinblick auf den Zweiten Weltkrieg, die deutsche Besetzung Polens und die Geschichte der polnischen Zwangsarbeiter im Dritten Reich. Die Wanderausstellungen werden sowohl in Polen als auch in Deutschland gezeigt, die Hauptausstellung über die Zwangsarbeit polnischer Bürger in Deutschland ist im Internet abrufbar. Zu dieser Thematik werden durch die Stiftung auch Bücher publiziert. Beispiele sind

- Erinnerung bewahren. Sklaven- und Zwangsarbeiter des Dritten Reiches aus Polen 1939–1945. 2007.
- Erna Putz: Boży dezerter. Franz Jägerstätter (1907–1943). 2008.
- Tomasz Szarota: Die Deutschen in den Augen der Polen während des Zweiten Weltkriegs. 2009.

Außerdem unterstützt die Stiftung auf Anfrage wissenschaftliche Arbeiten durch Hilfe bei Recherchen.

### Begegnungsprogramme
Durch Kontakte zu ehemaligen Zwangsarbeitern hat die Stiftung die Möglichkeit genutzt um ein Begegnungsprogramm ins Leben zu rufen, das Jugendlichen in Polen und Deutschland den direkten Kontakt mit Zeitzeugen ermöglicht. Auch Gespräche mit polnischen Zeitzeugen an deutschen Schulen werden in diesem Zusammenhang organisiert.

### Freiwillige
Ein wichtiges Fundament ist die Einbindung von Ehrenamtlichen. Besonders im Hinblick auf die beendeten finanziellen Auszahlung aus Deutschland, stellt die Einbindung der Volontäre eine Möglichkeit dar, den NS-Opfern unentgeltlich Hilfe in ihrem Alltag zukommen zu lassen. Dabei bekommen unter anderem Freiwillige der Organisation Aktion Sühnezeichen Friedensdienste, der Initiative Christen für Europa und des European Voluntary Service die Möglichkeit in verschiedenen Arbeitsbereichen mitzuwirken.
Zurzeit arbeiten in der Stiftung insgesamt 10 Freiwillige aus europäischen Ländern innerhalb dieser Programme.
Die Arbeit teilt sich größtenteils in Bürotätigkeiten, die Arbeit im Archiv und die soziale Betreuung von NS-Opfern zu Hause oder in einem Altenheim.